# Männerzirkus
Männerzirkus (Someone Like You …) ist eine US-amerikanische Filmkomödie von Tony Goldwyn aus dem Jahr 2001. Das Drehbuch von Elizabeth Chandler beruht auf dem Roman Animal Husbandry von Laura Zigman.

## Handlung
Jane Goodale arbeitet als Produktionsassistentin bei einer Fernsehshow; die Moderatorin der Show ist Diane Roberts. Dort wird ein neuer Kollege, Ray Brown, eingestellt. Ein anderer Kollege, Eddie Alden, spottet über ihre Reaktion, als sie Ray erstmals sieht. Etwas später fragt Eddie Jane, ob sie bei ihm als Untermieterin wohnen möchte. Sie lehnt es aufgebracht ab.
Ray und Jane beginnen eine Beziehung, obwohl Ray noch eine andere Freundin namens Dee hat, die er angeblich verlassen will. Sie wollen zusammenziehen, Jane kündigt ihre Wohnung. Doch kurz vor dem Einzug in die gemeinsame Wohnung sagt Ray, dass er die Beziehung mit Jane pausieren möchte und sie trennen sich. Da Jane aus ihrer alten Wohnung ausziehen muss, zieht sie bei Eddie als Untermieterin ein.
Jane entwickelt Theorien über die männlichen Verhaltensmuster, die Anleihen bei der Tierwelt nehmen – indem sie menschliches Verhalten mit dem Verhalten von Rindern vergleicht, die sogenannte „Alte-Kuh-Theorie“. Ihre Freundin Liz überredet sie, die Theorien in der Zeitschrift zu veröffentlichen, bei der Liz arbeitet. Als Autorin wird eine britische, im Jahr 1937 geborene Psychologin erfunden – unter dem Pseudonym Dr. Marie Charles. Ein Foto der kürzlich verstorbenen Frau, die keine Verwandten hat, wird als Foto der Psychologin veröffentlicht. Ihre Kolumne wird ein großer Erfolg. Alle wollen Dr. Charles kennenlernen, so auch Diane Roberts. Diane Roberts verlangt nun, dass ihre Mitarbeiter die Psychologin ausfindig machen und in die Show einladen.
Durch Zufall erkennt Jane, wer Dee ist: Es ist ihre Chefin bzw. die Moderatorin Diane Roberts, die mit Ray weiterhin eine Beziehung führt, beide aber vor den anderen verheimlichen wollen.
Jane und Eddie kommen sich langsam näher, allerdings befürchtet sie, dass Eddie durch sein Verhalten sie enttäuschen wird, da sie ihn als respektlosen Mann kennengelernt hat. Zwischen ihnen kommt es immer mal wieder zu kleineren Konflikten. Jane erhält eines Tages einen Anruf von ihrem Schwager, der ihr mitteilt, dass Janes Schwester eine Fehlgeburt erlitten hat. Im Krankenhaus sieht sie die wahre Liebe zwischen den beiden und beschließt, Diane zu sagen, dass die Psychologin in ihrer Show auftreten wird.
Es soll ein Telefongespräch stattfinden, Jane zögert jedoch. Sie geht ins Studio und offenbart, dass die Psychologin nur eine Erfindung war. Eddie verlässt das Studio. Jane bezeichnet ihre männerfeindlichen Theorien als Blödsinn und rennt Eddie hinterher. Sie erreicht ihn, als er bereits in ein Taxi eingestiegen ist, das sie anhält. Eddie steigt aus und küsst sie, während im Hintergrund Van Morrisons Song Someone Like You zu hören ist.

## Kritiken
James Berardinelli schrieb auf ReelViews, dass der Film für ein Werk eines vielversprechenden jungen Regisseurs wie Tony Goldwyn „überraschend armselig gemacht“ sei. Er widme mehr Zeit der Darstellung der „zynischen Weltanschauung“ des Hauptcharakters als der Darstellung der Liebesgeschichte. Das Ende wirke „erzwungen“. Berardinelli kritisierte die Darstellung von Ashley Judd und lobte jene von Hugh Jackman sowie Marisa Tomei. Einige Dialoge seien „clever“.
Das Lexikon des internationalen Films schrieb: „Eine langweilig geschriebene, ohne jedes Timing inszenierte Komödie, die lediglich schöne Menschen in schicken Berufs- und Privatsphären arrangiert. Selbst die Darsteller können den fehlenden Witz trotz ihres teilweise ansehnlichen Spiels nicht kompensieren.“

## Hintergrund
Der Film wurde in New York City gedreht. Seine Produktion kostete schätzungsweise 23 Millionen US-Dollar. Der Film spielte in den Kinos der USA ca. 27,3 Millionen US-Dollar ein.
Im Film wird das menschliche Verhalten mit der Tierwelt verglichen. Der Name der Hauptdarstellerin spielt auf die Primatenforscherin Jane Goodall an.